# Nocera Inferiore (stacja kolejowa)
Nocera Inferiore (wł: Stazione di Nocera Inferiore) – stacja kolejowa w Nocera Inferiore, w regionie Kampania, we Włoszech. Znajdują się tu 3 perony. Jest zarządzana przez Rete Ferroviaria Italiana.